# Крива-Круша (Болгария)
Крива-Круша (болг. Крива круша) — село в Болгарии. Находится в Сливенской области, входит в общину Нова-Загора. Население составляет 44 человека.

## Политическая ситуация
Крива-Круша подчиняется непосредственно общине и не имеет своего кмета.
Кмет (мэр) общины Нова-Загора — Николай Георгиев Грозев (Граждане за европейское развитие Болгарии (ГЕРБ)) по результатам выборов в правление общины.